# Ливень (фильм, 1957)
«Ливень» (яп. 土砂降り, досабури; другое русское название — «Проливной дождь»; англ. Cloudburst / When It Rains, It Pours) — японский чёрно-белый фильм, поставленный режиссёром Нобору Накамурой в 1957 году. Грустная мелодрама, снятая по роману Хидэдзи Ходзё, рассказывает о распаде семьи и трагической роковой любви, которая ведёт к катастрофе. Глубокий посыл фильма заключается в том, что счастье одного поколения угрожает разрушением другого. В то же время дети, похоже, обречены на повторение ошибок своих родителей.

## Сюжет
Танэ управляет небольшой дешёвой гостиницей, в которой часто снимают номера любовные пары. Отец её троих взрослых детей женился на другой женщине, но регулярно наведывается в семью. Несмотря на эту неблагоприятную ситуацию атмосфера в доме очень весёлая и дружелюбная и они прилагают усилия, чтобы придать всему некое подобие респектабельности. Её старшая дочь Мацуко встречается с Кадзуо, коллегой по работе. Когда её семейное положение становится известным родителям парня, Кадзуо вынужден подчиниться давлению со стороны матери и разрывает их отношения. В отчаянии Мацуко переезжает в Кобе, где находит работу в ночном клубе. Кадзуо женится на другой девушке. Спустя два года Кадзуо, разыскиваемый полицией из-за скандала о взяточничестве в его компании, ищет убежище в её квартире. Их новый роман вновь приносит несчастье.

## В ролях
- Садако Савамура — Танэ Абэ
- Марико Окада — Мацуко Абэ, её старшая дочь
- Со Ямамура — Окубо, отец детей Танэ
- Кэйдзи Сада — Кадзуо Судо
- Масами Таура — Такэноскэ Абэ, сын Танэ
- Миюки Кувано — Умэё Абэ, младшая дочь Танэ
- Сатико Митани — Хацуэ, горничная
- Синъити Химори — Ёсимацу, брат Танэ
- Каору Нобэ — Камэё, его жена
- Тоё Такахаси — мать Кадзуо
- Хисако Минэ — Ёсико Судо

## Премьеры
- — национальная премьера фильма состоялась 11 июня 1957 года[1].
- — к 100-летию режиссёра Нобору Накамуры, в числе трёх реставрированных фильмов мастера кинолента была показана в рамках мини-ретроспективы на Токийском кинофестивале в ноябре 2013 года[2].
- — 8 февраля 2014 года восстановленная версия фильма была показана в рамках мини-ретроспективы фильмов Нобору Накамуры на Берлинском кинофестивале[3].
- — 21 октября 2014 года восстановленная версия фильма была показана в рамках мини-ретроспективы фильмов Нобору Накамуры на Международном кинофестивале в Сан-Паулу[3].

## Награды и номинации
Кинопремия «Кинэма Дзюмпо» (1958)
Номинация:
- за лучший фильм 1957 года, однако по результатам голосования кинолента заняла лишь 27 место.